# Eduardo López
Eduardo López (ur. 5 września 1926) – gwatemalski szermierz. Reprezentant kraju podczas igrzysk olimpijskich w Helsinkach, uczestniczył w turnieju indywidualnym florecistów, szpadzistów i szablistów. We wszystkich konkurencjach odpadał w pierwszej rundzie.